# Algéria a 2013-as úszó-világbajnokságon
Algéria egy úszóval vett részt a 2013-as úszó-világbajnokságon, aki két versenyszámban indult.

## Úszás
Férfi
| Versenyző        | Verseny                | Selejtező | Selejtező | Elődöntő          | Elődöntő          | Döntő             | Döntő             |
| Versenyző        | Verseny                | Idő       | Helyezés  | Idő               | Helyezés          | Idő               | Helyezés          |
| ---------------- | ---------------------- | --------- | --------- | ----------------- | ----------------- | ----------------- | ----------------- |
| Oussama Sahnoune | 50 méteres gyorsúszás  | 22.41     | 20        | Nem jutott tovább | Nem jutott tovább | Nem jutott tovább | Nem jutott tovább |
| Oussama Sahnoune | 100 méteres gyorsúszás | 49.81     | 27        | Nem jutott tovább | Nem jutott tovább | Nem jutott tovább | Nem jutott tovább |